# Campo Piedra Colorada
Campo Piedra Colorada är en ort i Mexiko.   Den ligger i kommunen Yecapixtla och delstaten Morelos, i den sydöstra delen av landet, 60 km söder om huvudstaden Mexico City. Campo Piedra Colorada ligger 1 471 meter över havet och antalet invånare är 103.
Terrängen runt Campo Piedra Colorada är kuperad åt nordost, men åt sydväst är den platt. Runt Campo Piedra Colorada är det tätbefolkat, med 613 invånare per kvadratkilometer. Närmaste större samhälle är Cuautla Morelos, 7,8 km söder om Campo Piedra Colorada. Omgivningarna runt Campo Piedra Colorada är en mosaik av jordbruksmark och naturlig växtlighet.